# Null
Null används i programspråk som C/C++, Java och C# för att markera att en pekare har ett ogiltigt värde. Om en sådan pekare sedan av misstag används fångas det upp av systemet och ger inte sällan ett felmeddelande i någon form.
En variabel kan även anta pseudovärdet NULL, vilket innebär den inte har något värde alls. En strängvariabel med värdet "" är dock inte samma sak som NULL, vilket är ett vanligt misstag. Värdet "" är en tom sträng medan NULL snarare representerar ingenting. Förväxlingen kan i vissa fall leda till logiska fel inom en del programmeringsspråk.
I många UNIX-liknande operativsystem används också en pseudoenhet som benämns /dev/null. All data som skrivs till denna enhet försvinner genast.